# Kakadu niebieskooka
Kakadu niebieskooka (Cacatua ophthalmica) – gatunek średniej wielkości ptaka z rodziny kakaduowatych (Cacatuidae). Występuje na Nowej Brytanii (Archipelag Bismarcka, administracyjnie Papua-Nowa Gwinea). Narażony na wyginięcie.

## Taksonomia
Po raz pierwszy gatunek opisał Philip Lutley Sclater w 1864 na łamach „Proceedings of the Zoological Society of London”. Holotypem był jeden z dwóch osobników żyjących w ptaszarni należącej do Zoological Society of London, które do Wielkiej Brytanii trafiły z transportu na statku La Hogue 22 kwietnia 1862. Choć według Sclatera ptaki te pochodziły z Wysp Salomona, właściwym miejscem typowym jest Nowa Brytania (należąca nie do Wysp Salomona, a do Archipelagu Bismarcka). Autor nadał nowemu gatunkowi nazwę Cacatua ophthalmica. Jest ona obecnie (2022) podtrzymywana przez Międzynarodowy Komitet Ornitologiczny (IOC). Początkowo Sclater uznał otrzymaną parę ptaków za kakadu małe (C. ducorpsii). W 1862, również w „Proceedings of...”, ukazała się tablica barwna oznaczona numerem XIV i podpisana jako Cacatua ducorpsii, na której przedstawiono jednak kakadu niebieskookie. Sclater sprostował ten błąd przy okazji opisywania nowego gatunku w 1864. IOC nie wyróżnia podgatunków, podobnie jak autorzy HBW.

## Morfologia
Długość ciała wynosi 44–50 cm, masa ciała – 500–570 g. Większość upierzenia jest biała. Czub żółty, wygięty w dół, co jest nietypowe na tle rodziny – przeważnie końcówki czuba kakadu zaginają się w górę. W porównaniu do czuba kakadu żółtoczubej (C. galerita) u kakadu niebieskookich tworzą go stosunkowo krótkie, szerokie i zaokrąglone pióra. Często ich żółte elementy są schowane pod białymi piórami ciemienia. Pokrywy uszne i gardło nierzadko pokrywa żółty nalot. Pióra spodu skrzydeł i ogona są zabarwione żółto na chorągiewkach wewnętrznych. Tęczówka ciemnobrązowa u samców i czerwonawa u samic. Występuje wyraźna jaskrawoniebieska obrączka oczna. Dziób ciemnoszary, nogi czarne. Młode upierzone podobnie, wyróżniają się szarą tęczówką. Brak podobnych gatunków. Jedynym innym niż kakadu niebieskooka dużym i białym ptakiem leśnym w regionie jest muszkatela melanezyjska (Ducula spilorrhoa subflavescens). Kakadu małe nie mają żółtych elementów w czubie i są stosunkowo niewielkie, a inne kakadu zbiegłe z niewoli – w tym żółtoczube – mają końcówki czubów zagięte do góry.

## Zasięg występowania
Kakadu niebieskooka pierwotnie była endemitem Nowej Brytanii, należącej do Archipelagu Bismarcka (a administracyjnie – do Papui-Nowej Gwinei). W czasach prehistorycznych gatunek występował też prawdopodobnie na Nowej Irlandii i Mussau (Wyspy Świętego Macieja). Współcześnie również występuje na Nowej Irlandii, jednak tamtejsza populacja powstała albo z osobników zbiegłych z niewoli, albo celowo wypuszczonych.

## Ekologia i zachowanie
Środowiskiem życia kakadu niebieskookich są nizinne lasy tropikalne. Odnotowywane były do około 1000 m n.p.m., choć rzadko pojawiają się powyżej 900 m n.p.m. Mimo że kakadu niebieskookie są obserwowane w zniszczonych przez człowieka lasach i w ogrodach, prawdopodobnie w porze lęgowej polegają na pierwotnych lasach z dużymi drzewami. Przebywają pojedynczo, w parach lub niewielkich grupach liczących do 20 osobników. Są łatwe do zaobserwowania, często przelatują nad koronami drzew krzycząc, a o zmierzchu zbierają się w stada na wspólny spoczynek. Zwyczaje kakadu niebieskookich są słabo poznane, najpewniej przypominają te u kakadu żółtoczubych. Ich pożywieniem są nasiona, orzechy (również kokosów właściwych, Cocos nucifera) i inne owoce, szczególnie figowców (Ficus). Zjadają także kwiaty, wśród których rozpoznano te należące do kokosów właściwych, Eucalyptus deglupta i nieokreślonych przedstawicieli Cryptocarya (wawrzynowate). Na początku drugiej dekady XXI wieku kakadu niebieskookie były jednymi z najsłabiej poznanych kakadu, zarówno w naturze, jak i w niewoli.

### Lęgi
Do końca lat 90. XX wieku nie było żadnych informacji o rozrodzie kakadu niebieskookich w naturze poza tą, że gniazdują w dziuplach. Pierwszymi informacjami dotyczącymi dzikich ptaków były te z końca lat 90. XX wieku, kiedy znaleziono i opisano 13 gniazd. Mieściły się na wysokości od 13 do 50 m nad ziemią, a szerokość wejścia do dziupli wynosiła od 14 do 38 cm. Zbadane gniazda były umieszczone w dziuplach drzew 10 gatunków, a kakadu niebieskookie wybierały duże drzewa (średnio 41 metrów wysokości). Zniesienie liczy 2 jaja o białej skorupce. Są składane w kilkudniowych odstępach. Inkubacja trwa 28–30 dni, wysiadują obydwa ptaki z pary. W niewoli młode pozostają w gnieździe przez 12–13 tygodni. Wskutek niesynchronicznego klucia normą jest odchowywanie tylko jednego, starszego pisklęcia. Kakadu niebieskookie osiągają dojrzałość płciową w wieku 3–5 lat.

## Status, zagrożenia i ochrona
IUCN uznaje kakadu niebieskooką za gatunek narażony na wyginięcie (VU, Vulnerable) nieprzerwanie od 2008 roku (stan w 2022). Wcześniej uznawana była za gatunek najmniejszej troski (LC, Least Concern). Liczebność populacji szacuje się na 87–378 tysięcy dorosłych osobników. BirdLife International ocenia trend liczebności populacji jako spadkowy. Zagrożeniem dla kakadu niebieskookich jest gwałtowne przekształcanie nizinnych lasów na plantacje olejowców gwinejskich. W 2008 roku wiadomo było, że przez poprzednie 30 lat zniszczono około 35% dogodnych dla kakadu niebieskookich środowisk. Dla późniejszych lat dostępnych jest mniej danych. Między 2002 a 2014 na Nowej Brytanii całkowicie zniszczono 2,2% lasów, a kolejne 5,2% zdegradowano. Choć tempo wycinki i degradacji lasów zmalało, prewencyjnie uznano oszacowane w 2008 tempo spadku liczebności gatunku za aktualne do czasu uzyskania lepszych danych. Mimo że kakadu niebieskookie wydają się być dość liczne, sukces lęgowy – zależny od dostępności dużych, dziuplastych drzew – może maleć, co wskutek długowieczności tych ptaków nie jest od razu widoczne.
Gatunek ten jest ujęty w II załączniku konwencji waszyngtońskiej (CITES).